# Lahuta e Malcís

Lahuta e Malcís (littéralement : « la lahute des hauts-plateaux ») est un poème épique albanais, écrit par le prêtre et poète Gjergj Fishta et publié dans sa version définitive en 1937. Composé en dialecte  guègue de Shkodër, le texte comporte trente chants et 15 613 vers octosyllabiques rimés. Il retrace plusieurs événements historiques survenus entre 1862 et 1912, année où l'Albanie devient indépendante. 

## Contenu

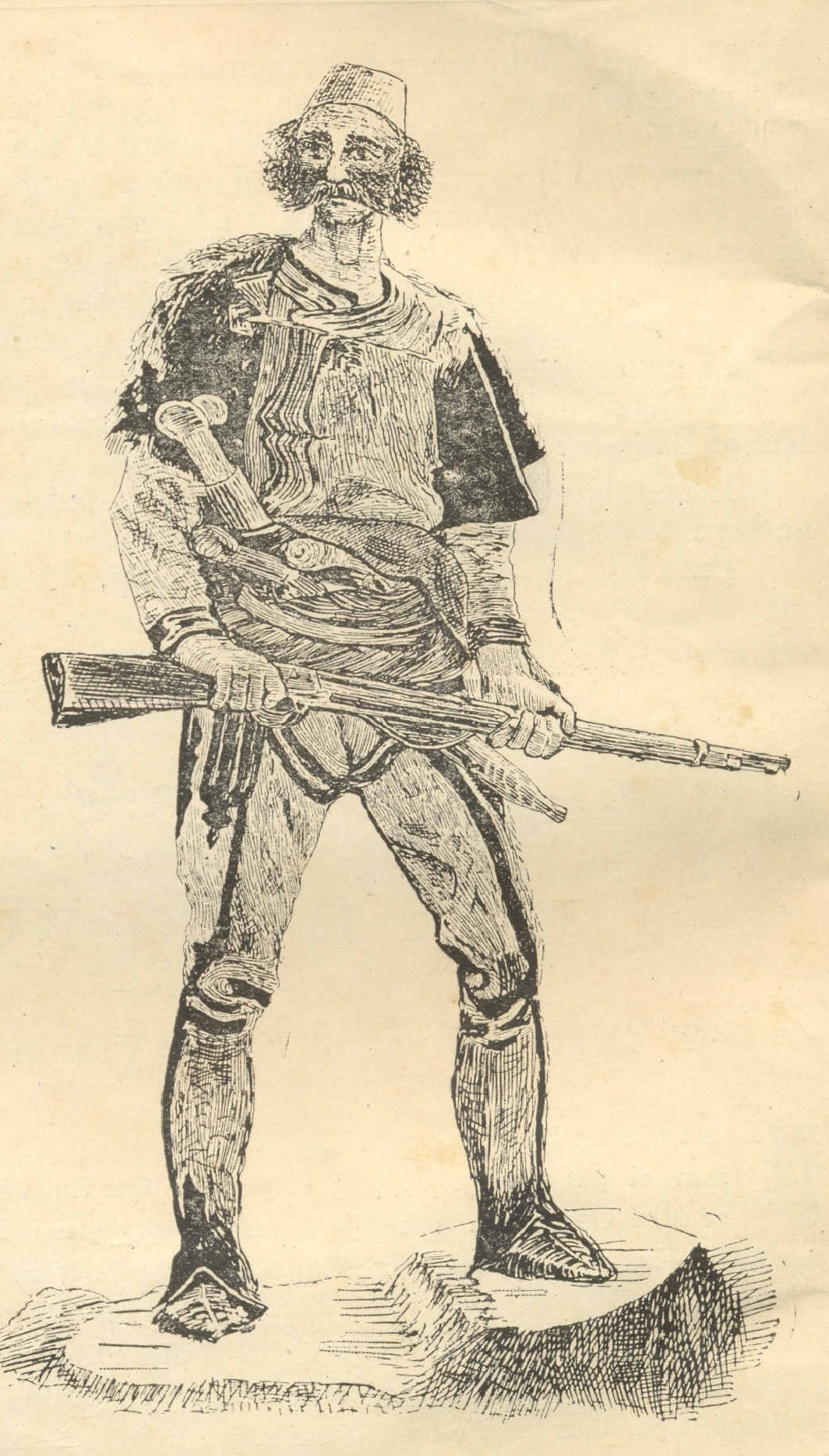
Oso Kuka, héros des chants à.

Le chant I expose au lecteur la situation politique des Balkans telle qu'elle se présente vers le milieu du XIXe siècle. Voilà des centaines d'années que les Albanais languissent sous le joug des Turcs, mais la puissance de ces derniers est déclinante. Les Russes sont à l'affût et le tsar enjoint à ses amis slaves dans les Balkans de s'en prendre à l'Empire ottoman. Le Knjaz Nikolla (Nicolas Ier de Monténégro) convoque Vulo Radoviqi, l'un des chefs tribaux du royaume et l'encourage à former une bande de brigands pour attaquer l'Albanie. Les chants II à V évoquent plusieurs escarmouches et une bataille entre Albanais et Monténégrins ayant eu lieu à Vranina (Vranjina au Monténégro) en 1862. Ces cinq premiers chants forment un cycle dont le héros est l'Albanais Oso Kuka (en), qui périt avec un grand nombre de ses ennemis en faisant exploser le dépôt d'armes de Vranina.
Le chant VI retrace l'expédition d'Ibrahim Dervish Pasha (en), commandant l'armée ottomane dans une offensive en Albanie et au Monténégro en 1876. Le chant VII évoque le congrès de Berlin de 1878 et les décisions prises par les Grandes Puissances concernant les Albanais qui se voient perdre des territoires (Plav et Gusinje) qu'ils peuplent majoritairement, au profit du Monténégro. Le chant VIII est un intermède qui voit l'ora (en) (créature de la mythologie albanaise) de l'Albanie parler à Ali Pasha de Gusinje (en), un des chefs des insurgés Malësor (sq) (Montagnards du nord de l'Albanie). Le chant IX est consacré à la première réunion de la Ligue albanaise de Prizren en 1878, événement historique majeur du réveil albanais à la fin du XIXe siècle. Le chant X raconte ce qu'on a nommé par la suite « l'action de Gjakova (sq) », à savoir l'encerclement et l'assassinat de Mehmet Ali Pasha (en) (envoyé par Istanbul au Kosovo afin de persuader les Albanais de céder les territoires de Plav et Gusinje) en septembre 1878 par des insurgés albanais. Ces cinq chants forment eux aussi un cycle, qu'on peut qualifier de « politique ». 
Le chant XI est un nouvel intermède où le Knjaz Nikolla est incité par le lugat (en) (sorte de vampire-fantôme du folklore albanais) de Mehmet Ali Pasha à attaquer rapidement les Albanais s'il souhaite s'emparer de leurs terres. Les chants XII et XIII sont tous deux consacrés à l'organisation de la résistance albanaise dans la région de Hoti. Le chant XIV narre la bataille qui s'est déroulée le 22 avril 1880 entre insurgés albanais et troupes monténégrines à Rrzhanica. Le chant XV voit l'arrivée à Cetinje d'un messager qui rapporte au Knjaz la défaite des Monténégrins. Le chant XVI est un nouvel intermède au cours duquel apparaissent de nombreuses figures de la mythologie albanaise, drangue (en) (héros ailé),  kulshedra (sorte de dragon), ora (en) et zana (en) (sorte de nymphes). Les chants XVII et XVIIIdécrivent de nouvelles batailles entre Albanais et Monténégrins survenues dans les régions de Plav et Gusinje à la fin de l'année 1879 et au début de la suivante. Dans le chant XIX l'on voit le père Jean, personnification de Gjergj Fishta lui-même, prendre la tête d'un groupe de Montagnards et partir à la guerre. Le chant XX décrit une nouvelle bataille dans la même région. Dans le chant XXI, alors que la nuit tombe et le combat cesse, le père Jean entreprend une médiation entre les belligérants afin chacun puisse soigner ses blessés et enterrer ses morts. Le chant XXII est consacré à Tringa (en), une jeune fille dévouée à son frère blessé au combat et qu'un Monténégrin abat. Le chant XXIII est encore une longue description d'affrontements tantôt lointains, tantôt au corps-à-corps qui ne permettent ni aux Albanais ni à leurs adversaires de l'emporter. Le chant XXIV narre l'enterrement de Tringa par les zana, le suivant est consacré à la dernière bataille pour le contrôle de Plav et de Gusinje, qu'après une intervention des zana et des ora de chaque camp, les Monténégrins finissent par perdre. Ces quinze chants forment le cœur de poème épique, et si la description des batailles et des combats singuliers occupe une place importante, on y trouve l'évocation de nombreuses coutumes et mythes albanais (coutume du probatim (frère d'élection), apparition d'un lugat, combat héroïque des drangue contre la kulshedra, etc.). 
Les cinq derniers chants, écrit plus tardivement par le poète, racontent des événements survenus après l'arrivée au pouvoir des Jeunes-Turcs à Istanbul. Ainsi, dans le chant XXVII, des dignitaires ottomans discutent du problème albanais, qui devient au fur et à mesure des insurrections, plus alarmant pour l'Empire. L'option la plus dure l'emporte et Turgut Pasha (en) lui-même part à la tête d'une grande armée pour mater les révoltes en Albanie. Encore une année a passé et le chant XXVIII raconte la deuxième expédition de Turgut Pasha pour tenter encore une fois de réprimer des insurrections qui deviennent permanentes et incontrôlables dans toute l'Albanie. Rien n'y fait et la situation empire même avec la Première guerre balkanique (chant XXIX). C'est la conférence de Londres, durant les réunions de laquelle les représentants des Grandes Puissances reconnaissent l'Albanie.

## Réception
La Lahuta e Malcís a été publiée en plusieurs fois (de 1905 à 1937). D'après Abidin Krasniqi (d)  qui a publié une traduction de l'épopée en français, la publication des premiers volumes de celle-ci en 1905 et 1907 a eu une influence certaine sur les populations du nord de l'Albanie. À sa publication définitive, l'œuvre a été très bien accueillie et qualifiée « d'Iliade albanaise" ». Comme le rapporte Robert Elsie « l'universitaire autrichien Maximilian Lambertz (en) a décrit [Gjergj Fishta] comme « le poète le plus ingénieux que l'Albanie a jamais produit », et le poète italien Gabriele D'Annunzio (1863-1938) lui a écrit en le désignant comme « le grand poète du glorieux peuple d'Albanie ». Pour d'autres, il était le Homère albanais ».
Cependant, peu après cette publication, Gjergj Fishta meurt et la fin de la Seconde Guerre mondiale voit l'instauration d'un régime communiste en Albanie. À cause de ses positions envers les Slaves — que le nouveau régime considère comma alliés — de ses opinions politiques favorables à l'Italie et de son appartenance au clergé catholique, les œuvres de Gjergj Fishta sont bannies de l'espace public comme des livres. Dans les montagnes du nord et à Shkodër, Lahuta e Malcís continue cependant de circuler sous le manteau et dès 1991 le grand poète a été réhabilité. Depuis, le poème est paru dans de multiples réimpressions au Kosovo comme en Albanie.
Lahuta e Malcís a été traduite dans plusieurs langues : en allemand par le savant Maximilian Lambertz, en anglais par les Canadiens Robert Elsie et Janice Mathie-Heck (d) , universitaires spécialistes de la littérature albanaise et en français par Abidin Krasniqi.